# نئوپلازی متعدد آندوکرین نوع ۱
نئوپلازی متعدد آندوکرین نوع ۱ (انگلیسی: Multiple endocrine neoplasia type 1) یا به اختصار «MEN-1» یکی از بیماری‌های گروه نئوپلازی متعدد آندوکرین است که دستگاه درون‌ریز را از طریق ایجاد نئوپلاسم در هیپوفیز، غده پاراتیروئید و لوزالمعده گرفتار می‌کند. افراد مبتلا به این اختلال، مستعد ابتلا به تومورهای متعدد غدد درون‌ریز و غدد غیر درون‌ریز هستند. این بیماری نخستین بار توسط «پل ورمر» در سال ۱۹۵۴ توصیف شد.

## علائم و نشانه‌ها

### پاراتیروئید
پرکاری پاراتیروئید در ۹۰ درصد بیماران وجود دارد. هایپرکلسمی بدون علامت شایع‌ترین نشانهٔ بیماری است: حدود ۲۵ درصد بیماران شواهدی از سنگ کلیه یا نفروکلسینوز دارند. برخلاف موارد پراکنده پرکاری پاراتیروئید، هیپرپلازی منتشر یا آدنوم‌های متعدد پاراتیروئید، شایع تر از آدنوم‌های منفرد آن است.

### لوزالمعده
امروزه تومورهای سلول جزایر لانگرهانس لوزالمعده عامل اصلی مرگ در افراد مبتلا به این بیماری هستند. تومورها در ۶۰ تا ۸۰ درصد افراد مبتلا به این سندرم رخ می‌دهد و معمولاً چند مرکزی هستند. آدنوم‌های متعدد یا هیپرپلازی منتشر سلول‌های جزایر لانگرهانس معمولاً رخ می‌دهد. حدود ۳۰ درصد تومورها بدخیم هستند و متاستازهای موضعی یا دور دارند. حدود ۱۰ تا ۱۵ درصد از تومورهای سلول جزایر لانگرهانس از یک سلول بتا منشأ می‌گیرند، انسولین ترشح می‌کنند (انسولینما) و می‌توانند باعث افت قند خون ناشتا شوند. تومورهای سلول بتا در بیماران کمتر از ۴۰ سال شایع تر است.
بیشتر تومورهای سلول جزایر لانگرهانس پلی‌پپتید پانکراسی ترشح می‌کنند که اهمیت بالینی آن ناشناخته است. گاسترین توسط بسیاری از تومورهای غیر بتا ترشح می‌شود (افزایش ترشح گاسترین در این بیماری نیز اغلب از دوازدهه منشأ می‌گیرد). افزایش ترشح گاسترین باعث افزایش اسید معده می‌شود که ممکن است آنزیم لیپاز لوزالمعده را غیرفعال کند و منجر به اسهال و مدفوع چرب شود. افزایش ترشح گاسترین همچنین منجر به زخم معده در بیش از ۵۰ درصد از این بیماران می‌شود. معمولاً زخم‌ها از نظر مکان متعدد یا غیر معمول هستند و اغلب خونریزی می‌کنند، سوراخ می‌شوند یا باعث انسداد می‌شوند. بیماری زخم گوارشی ممکن است غیرقابل درمان و پیچیده باشد. در بین بیمارانی که با سندرم زولینگر-الیسون مراجعه می‌کنند، ۲۰ تا ۶۰ درصد دارای «نئوپلازی متعدد آندوکرین نوع ۱» هستند.
یک اسهال ترشحی شدید ممکن از جزء علائم باشد که باعث کاهش مایعات و الکترولیت‌ها در تومورهای غیر بتا شود. بروز این مجموعه که به اسهال آبکی، هیپوکالمی و سندرم آکلرهیدریا (یا ویپوما) گفته می‌شود، به پپتید وازواکتیو روده‌ای نسبت داده می‌شود، اگرچه سایر هورمون‌های روده یا ترشح‌کننده‌ها (از جمله پروستاگلاندین‌ها) ممکن است در شکل‌گیری آن نقش داشته باشند. ترشح بیش از حد گلوکاگون، سوماتواستاتین، کروموگرانین یا کلسی‌تونین، ترشح نابجای آدرنوکورتیکوتروپین که منجر به سندرم کوشینگ می‌شود، و ترشح بیش از حد هورمون آزادکنندهٔ سوماتوتروپین (که باعث آکرومگالی می‌شود) گاهی در تومورهای غیر بتا رخ می‌دهد. تومورهای غیرفعال پانکراس نیز در بیماران مبتلا به این سندرم رخ می‌دهد و ممکن است شایع‌ترین نوع تومور پانکراتودئودنوم در «نئوپلازی متعدد آندوکرین نوع ۱» باشد. اندازه تومور غیرفعال با خطر متاستاز و مرگ مرتبط است.

### هیپوفیز
تومورهای هیپوفیز در ۱۵ تا ۴۲ درصد از بیماران مبتلا به نئوپلازی متعدد آندوکرین نوع ۱ رخ می‌دهد که ۲۵ تا ۹۰ درصد آنها پرولاکتینوما هستند. حدود ۲۵ درصد از تومورهای هیپوفیز هورمون رشد (به‌تنهایی) یا هورمون رشد با پرولاکتین ترشح می‌کنند. پرولاکتینِ زیاد ممکن است باعث گالاکتوره شود و هورمونِ رشدِ بیش از حد، باعث آکرومگالی می‌شود که از نظر بالینی از آکرومگالی اسپورادیک قابل تشخیص نیست. حدود ۳ درصد از تومورها آدرنوکورتیکوتروپین ترشح می‌کنند و باعث بیماری کوشینگ می‌شوند. باقی تومورها اغلب غیرفعال هستند. گسترش موضعی تومور ممکن است سبب بروز اختلال بینایی، سردرد و کم‌کاری هیپوفیز شود. تومورهای هیپوفیز در این سندرم بزرگتر از تومورهای هیپوفیز اسپورادیک به نظر می‌رسد و رفتار تهاجمی تری دارند.

### سایر تظاهرات بیماری
آدنوم غدد فوق کلیوی گاهی در این بیماری رخ می‌دهد. ترشح هورمون به ندرت تغییر می‌کند و اهمیت این ناهنجاری‌ها نامشخص است. تومورهای کارسینوئید، به ویژه آنهایی که چون از روده قدامی جنینی (ریه‌ها و تیموس) منشأ می‌گیرند، در موارد منفرد ایجاد می‌شوند. لیپوم‌های متعدد زیر جلدی و احشایی، آنژیوفیبروم و کلاژنوم نیز ممکن است رخ دهد.

## تشخیص
هنگامی که علائمی مشابه آنچه در بالا ذکر شد وجود دارد، ارزیابی ژنتیکی MEN1 توصیه می‌شود؛ مشروط بر اینکه بیمار این موارد را داشته باشد:
- زیر ۴۰ سال باشد
- سابقه مثبت خانوادگی؛ از جمله اثبات وجود نئوپلازی متعدد آندوکرین نوع ۱ در یک خویشاوند درجهٔ اول[۷]
- نئوپلازی‌های چندکانونی و متعدد
- درگیری دو یا چند عضو یا دستگاه بدن

## درمان
مدیریت درمان با جراحی و برداشتن تومورهای احتمالی در لوزالمعده یا غدهٔ پاراتیروئید و همچنین دارودرمانی (مثلا برای پرولاکتینوما) است. لازم است پس از درمان، این بیماران به‌طور مداوم و با دقت زیر نظر گرفته شوند.